# Cáriton
Cáriton de Afrodísias (em grego:  Χαρίτων ὁ Ἀφροδισιεύς) foi o autor de um romance grego antigo provavelmente intitulado Calírroe (com base na assinatura do único manuscrito sobrevivente). No entanto, é regularmente referido como Quéreas e Calírroe (que se alinha mais de perto com o título dado no início do manuscrito). Evidências de fragmentos do texto em papiros sugerem que o romance pode ter sido escrito em meados do século I d.C., tornando-o o mais antigo romance em prosa antiga completo sobrevivente e o único a fazer uso de características historiográficas aparentes para verossimilhança e estrutura de fundo, em conjunção com elementos da mitologia grega, já que Calírroe é frequentemente comparada a Afrodite e Ariadne, e Quéreas a numerosos heróis, tanto implícita como explicitamente. Como a ficção se passa no passado e as figuras históricas interagem com a trama, Calírroe pode ser entendido como o primeiro romance histórico; mais tarde foi imitado por Xenofonte de Éfeso e Heliodoro de Emesa, entre outros.

## Datação
Nada se sabe com segurança sobre Cáriton além do que ele afirma em seu romance, que o apresenta como "Cáriton de Afrodísias, secretário do rétor Atenágoras". O nome "Cáriton", que significa "homem de graças", foi considerado um pseudônimo escolhido para se adequar ao conteúdo romântico de sua escrita, mas tanto "Cáriton" quanto "Atenágoras" ocorrem como nomes em inscrições de Afrodísias.
A última data possível em que Cáriton poderia ter escrito é atestada em papiros que contêm fragmentos de sua obra, que podem ser datados paleograficamente por volta de 200 DC. Uma variedade de sugestões de datação foram geradas pela análise das palavras de Cáriton. Uma data tão tardia quanto o século VI d.C. foi sugerida no século XIX, antes da descoberta dos papiros, com base em considerações estilísticas, enquanto A. D. Papanikolaou defendeu a segunda metade do século I a.C. em 1979. Um estudo do vocabulário de Cáriton favorece uma data no final do século I ou início do século II.
Edmund Cueva argumentou que Cáriton também dependia da vita de Teseu de Plutarco para obter material temático, ou talvez diretamente de uma das fontes de Plutarco, um mitógrafo obscuro, Páion de Amatunte. Se a fonte for Plutarco, será indicada uma data posterior ao primeiro quartel do século II. Há uma referência desdenhosa, entretanto, a uma obra chamada Calírroe nas Sátiras de Pérsio, que morreu em 62 DC; se este for o romance de Cáriton, então uma data relativamente antiga seria indicada. Independentemente disso, Cáriton provavelmente escreveu antes dos outros romancistas gregos cujas obras sobreviveram, tornando sua obra ou o Satíricon de Petrônio o primeiro romance europeu existente.